# Грандв'ю (Оклахома)
Грандв'ю (англ. Grandview) — переписна місцевість (CDP) в США, в окрузі Черокі штату Оклахома. Населення — 1321 особа (2020).

## Географія
Грандв'ю розташований за координатами 35°57′20″ пн. ш. 95°0′17″ зх. д. / 35.95556° пн. ш. 95.00472° зх. д. (35.955577, -95.004670).  За даними Бюро перепису населення США в 2010 році переписна місцевість мала площу 8,84 км², уся площа — суходіл.

## Демографія
Згідно з переписом 2010 року, у переписній місцевості мешкали 394 особи в 132 домогосподарствах у складі 107 родин. Густота населення становила 45 осіб/км².  Було 136 помешкань (15/км²).
Расовий склад населення:
| - 52,3 % — корінних американців - 35,3 % — білих - 5,6 % — осіб інших рас |

До двох чи більше рас належало 6,9 %. Частка іспаномовних становила 9,4 % від усіх жителів.
За віковим діапазоном населення розподілялося таким чином: 31,5 % — особи молодші 18 років, 59,1 % — особи у віці 18—64 років, 9,4 % — особи у віці 65 років та старші. Медіана віку мешканця становила 33,3 року. На 100 осіб жіночої статі у переписній місцевості припадало 87,6 чоловіків;  на 100 жінок у віці від 18 років та старших — 86,2 чоловіків також старших 18 років.
Середній дохід на одне домашнє господарство  становив 63 769 доларів США (медіана — 49 306), а середній дохід на одну сім'ю — 66 145 доларів (медіана — 50 446). За межею бідності перебувало 17,6 % осіб, у тому числі 0,0 % дітей у віці до 18 років та 0,0 % осіб у віці 65 років та старших.
Цивільне працевлаштоване населення становило 219 осіб. Основні галузі зайнятості: мистецтво, розваги та відпочинок — 27,9 %, освіта, охорона здоров'я та соціальна допомога — 26,9 %, будівництво — 13,7 %, виробництво — 11,9 %.